# Universitatea din Oklahoma
Universitatea din Oklahoma (în engleză University of Oklahoma) este o universitate publică de cercetare avansată și educație din Norman, Oklahoma, Statele Unite ale Americii. Fondată în 1890, a funcționat în Teritoriul Oklahoma de lângă Teritoriul Indian timp de 17 ani înainte ca cele două teritorii să devină parte a statul Oklahoma. În toamna anului 2024, universitatea avea 34.523 de studenți înscriși, majoritatea în campusul său principal din Norman. Având aproape 4.000 de cadre universitare angajate, universitatea oferea 174 de programe de bacalaureat (SAT), 199 de programe de masterat, 101 programe de doctorat și 88 de programe de certificare.
Universitatea este clasificată în sistemul american în categoria „R1: Universități doctorale - Activitate de cercetare foarte ridicată”, cu peste 416 milioane de dolari americani cheltuiți pentru cercetare în cele trei campusuri ale sale în anul 2022.Campusul său din Norman are două muzee importante, Muzeul de Artă Fred Jones Jr., specializat în impresionismul francez și operele de artă ale amerindienilor, și Muzeul de Istorie Naturală Sam Noble Oklahoma, care este specializat în istoria naturală a statului Oklahoma.
Începând cu Jocurile Olimpice de vară din 1932, organizate la Los Angeles, sportivii universității au participat la 90 de ediții ale Jocurilor Olimpice și au obținut în total 23 de medalii.

## Istoric
Beneficiind de sprijinul guvernatorului George Washington Steele, la 18 decembrie 1890, legislativul teritorial din Oklahoma a înființat trei universități: Universitatea de stat din Norman, Colegiul agricol și mecanic din Stillwater (redenumit ulterior Oklahoma State University, în traducere „Universitatea de Stat din Oklahoma”) și o școală normală în Edmond, Oklahoma (denumită ulterior University of Central Oklahoma, în traducere „Universitatea Centrală din Oklahoma”). Aderarea statului Oklahoma la Uniune în 1907 a dus la redenumirea universității teritoriale din Norman în University of Oklahoma. Locuitorii orașului Norman au donat universității 1,6 kilometri pătrați de teren, la 0,8 km sud de depoul din Norman. Primul președinte al universității a dispus plantarea unor copaci înainte de construirea primei clădiri a campusului, întrucât „nu-și putea imagina un sediu universitar fără copaci.” Amenajarea peisagistică rămâne importantă pentru universitate.
Primul președinte al universității, David Ross Boyd, a venit în Norman în luna august a anului 1892, și primii studenți s-au înscris în același an. Universitatea a înființat o Școală de Farmacie în 1893 ca urmare a nevoii ridicate de farmaciști din regiune. Trei ani mai târziu, universitatea a acordat prima sa diplomă unui chimist farmaceutic. Primele cursuri s-au organizat în centrului orașului Norman la 6 septembrie 1893.
La 6 ianuarie 1903, unica clădire a universității a ars și au fost distruse astfel multe dintre primele documente ale universității. A fost demarată imediat construcția unei noi clădiri, deoarece alte câteva orașe sperau să convingă universitatea să se își mute sediul. Președintele Boyd și profesorii nu au fost descurajați de incendiu. Profesorul de matematică Frederick Elder a afirmat: „De ce ai nevoie pentru a relua cursurile? De doi metri de tablă și o cutie de cretă”. În urma incendiului, profesorul de engleză Vernon Louis Parrington a creat un plan pentru dezvoltarea campusului. Deși o mare parte a planului nu a fost niciodată pusă în aplicare, propunerea lui Parrington pentru centrul campusului a stat la baza „Ovalului de Nord”. „Ovalurile” de nord și de sud sunt acum elemente distinctive ale campusului.
Campusul are o arhitectură distinctivă, cu clădiri proiectate într-un stil gotic unic. Stilul are multe elemente de arhitectură gotică, dar îmbină, de asemenea, motive care aparțin triburilor locale amerindiene din Oklahoma.
În 1907, Oklahoma s-a alăturat Uniunii, ceea ce a dus la schimbări în climatul politic al statului. Până în acel moment, tendințele republicane din Oklahoma s-au schimbat odată cu alegerea primului guvernator al statului, democratul Charles N. Haskell.
Încă de la înființarea universității, religia a cauzat neînțelegeri între membrii campusului. În primii ani de existență a universității, mulți profesori erau prezbiterieni, la fel ca Boyd. Aflându-se sub presiune, Boyd a angajat mai mulți baptiști și metodiști sudici. Prezbiterienii și baptiștii au coexistat, dar metodiștii sudici au intrat în conflict cu administrația universității. Doi metodiști notabili, Nathaniel Lee Linebaugh și Ernest Taylor Bynum, au fost critici ai lui Boyd și activiști în campania electorală a lui Haskell. Când Haskell a preluat funcția, el a concediat o mare parte dintre republicanii universității, inclusiv pe președintele Boyd.
Campusul s-a extins în următoarele câteva decenii. Până în anul 1932, universitatea avea o suprafață de 0,7 kilometri pătrați. Universitatea s-a extins spre sud și a construit o nouă bibliotecă la capătul nordic al ovalului în 1936. Convingând legislativul din Oklahoma să își mărească promisiunea inițială de finanțare de 200.000 de dolari pentru bibliotecă la 500.000 de dolari, președintele Bizzell a asigurat o colecție și mai mare de materiale pentru cercetare puse la dispoziția studenților și profesorilor.
Numărul de studenți înscriși în 1945 a scăzut la 3.769, de la maximul său de dinaintea celui de-Al Doilea Război Mondial de 6.935 în 1939. În timpul războiului, Universitatea din Oklahoma a fost una dintre cele 131 de colegii și universități din SUA care au oferit studenților posibilitatea de a se înrola în Forțele Navale ale Statelor Unite.
Campusul de nord și aerodromul universității au fost construite la începutul anilor 1940, fiind numite „Naval Air Station Norman”. Stația îndeplinea în principal misiuni de pregătire avansată de zbor și putea gestiona toate bombardierele, cu excepția celor mai mari.
După război, universitatea s-a bucurat de o creștere rapidă și de un val de înscrieri ale studenților. Până în 1965, înscrierile au crescut cu peste 450%, ajungând la 17.268. La mijlocul anilor 1960, au fost construite trei noi cămine cu 12 etaje în imediata vecinătate a „Ovalului de Sud”. Pe lângă aceste trei blocuri, a fost construit un complex de apartamente pentru studenții căsătoriți, inclusiv pentru bărbații care se întorceau la facultate după război.
În 1943, George Lynn Cross a preluat funcția de președinte al universității, ocupând această funcție timp de 25 de ani, până în 1968.
Mișcarea pentru drepturile civile a dus la inițierea unor politici împotriva discriminării rasiale și a segregării, după ce acțiunile în justiție și procesele au dus la interzicerea discriminării. Biblioteca memorială Bizzell a fost desemnată monument istoric național al SUA pentru comemorarea cazurilor lui G. W. McLaurin, un bărbat afroamerican căruia i s-a refuzat admiterea în 1948. Un proces a obligat Consiliul Regenților să voteze pentru admiterea lui McLaurin. Totuși, el a fost obligat să studieze într-o zonă separată din cadrul bibliotecii de drept și i s-a permis să ia masa doar într-o zonă separată. Organizația „National Association for Advancement of Colored People” (în traducere „Asociația Națională pentru Promovarea Persoanelor de Culoare”) a dus cazul în fața Curții Supreme de Justiție a Statelor Unite în procesul McLaurin vs. Oklahoma State Board of Regents. În 1950, instanța a anulat politica de segregare rasială a universității la nivelul școlii doctorale. Cazul a fost un precedent important pentru cazul mai cunoscut din 1954, Brown v. Board of Education, care a dus la interzicerea politicii „separat, dar egal” în toate instituțiile de învățământ americane.